# Кантер Фридом, Энес
Энес Кантер Фридом (тур. Enes Kanter Freedom; род. 20 мая 1992 года в Цюрихе, Швейцария) — американский профессиональный баскетболист турецкого происхождения, играющий на позиции центрового. Был выбран на драфте НБА 2011 года в первом раунде под общим 3-м номером.
В 2017 году был лишён гражданства Турции. 29 ноября 2021 года стал гражданином США.

## Биография
С 2006 по 2008 год выступал за молодёжную команду «Фенербахче-Улкер», а затем в сезоне 2008-09 был переведен во взрослую команду, но играл редко. Он играл как минимум в девяти матчах команды — четыре в Евролиге и пять в чемпионате Турции. «Фенербахче» и Олимпиакос предлагали профессиональные контракты Кантеру, но он отказался, потому что хотел играть за один из колледжей в США.

### Колледж
Кантер переехал в США и играл за команду подготовительной школы Стоунридж в Сими-Вэлли, Калифорния.
14 апреля 2010 года, Кантер перешёл в Университет Кентукки, который выступает в NCAA.

### НБА
Был выбран под 3-м номером на драфте НБА 2011 года командой «Юта Джаз». «Я так счастлив, я так взволнован. Я знаю фанатов „Юты“, они сумасшедшие, я люблю их», сказал он. «Я постараюсь сделать все, чтобы в плей-офф».
20 ноября 2020 года Кантер вернулся в «Портленд Трэйл Блэйзерс» в результате трёхстороннего обмена с участием Марио Хезоня.
13 августа 2021 года Энес вновь подписал контракт с «Бостон Селтикс».

### Сборная Турции
В 2009 году Кантер был назван MVP молодёжного чемпионата Европы до 18 лет, набирая в среднем 18,6 очков и 16,4 подборов, завоевав вместе со сборной бронзовые медали. Он отказался играть за национальную сборную на чемпионат мира 2010, который проходил в Турции. Его отец утверждал, что он сделал это для того, чтобы не пропустить первый месяц занятий в Университете Кентукки.
В 2011 году был вызван в сборную для участия в Евробаскете 2011. Он появился в 8 играх, в среднем проводя на площадке 17,8 минут и набирая 9,6 очков и 3,9 подборов за игру.

### Политические преследования
В юности Кантер увлёкся движением «Хизмет», основанным турецким религиозным проповедником Фетхуллахом Гюленом. После попытки государственного переворота в июле 2016 года, в организации которого были обвинены сторонники Гюлена, отец Энеса Мехмет Кантер выступил с открытым письмом, в котором отказался от сына, просил его сменить фамилию и извинялся перед президентом. Баскетболист в ответном письме также отрёкся от родных.
20 мая 2017 года паспорт Кантера был аннулирован правительством Турции, через шесть дней был выдан ордер на его арест, Кантер был объявлен членом «террористической группировки», который был обязан явиться в Турцию для суда под угрозой лишения гражданства. В сентябре 2017 Кантер объявил себя человеком без гражданства.

## Статистика

### Статистика в НБА
| Сезон                                                                                    | Команда       | Регулярный сезон | Регулярный сезон | Регулярный сезон | Регулярный сезон | Регулярный сезон | Регулярный сезон | Регулярный сезон | Регулярный сезон | Регулярный сезон | Регулярный сезон | Регулярный сезон | Серия плей-офф | Серия плей-офф | Серия плей-офф | Серия плей-офф | Серия плей-офф | Серия плей-офф | Серия плей-офф | Серия плей-офф | Серия плей-офф | Серия плей-офф | Серия плей-офф |
| Сезон                                                                                    | Команда       | GP               | GS               | MPG              | FG%              | 3P%              | FT%              | RPG              | APG              | SPG              | BPG              | PPG              | GP             | GS             | MPG            | FG%            | 3P%            | FT%            | RPG            | APG            | SPG            | BPG            | PPG            |
| ---------------------------------------------------------------------------------------- | ------------- | ---------------- | ---------------- | ---------------- | ---------------- | ---------------- | ---------------- | ---------------- | ---------------- | ---------------- | ---------------- | ---------------- | -------------- | -------------- | -------------- | -------------- | -------------- | -------------- | -------------- | -------------- | -------------- | -------------- | -------------- |
| 2011/12                                                                                  | Юта           | 66               | 0                | 13,2             | 49,6             | 0,0              | 66,7             | 4,2              | 0,1              | 0,3              | 0,3              | 4,6              | 4              | 0              | 10,8           | 43,8           | 0,0            | 0,0            | 4,0            | 0,3            | 0,0            | 1,0            | 3,5            |
| 2012/13                                                                                  | Юта           | 70               | 2                | 15,4             | 54,4             | 100,0            | 79,5             | 4,3              | 0,4              | 0,4              | 0,5              | 7,2              | Не участвовал  | Не участвовал  | Не участвовал  | Не участвовал  | Не участвовал  | Не участвовал  | Не участвовал  | Не участвовал  | Не участвовал  | Не участвовал  | Не участвовал  |
| 2013/14                                                                                  | Юта           | 80               | 37               | 26,7             | 49,1             | 0,0              | 73,0             | 7,5              | 0,9              | 0,4              | 0,5              | 12,3             | Не участвовал  | Не участвовал  | Не участвовал  | Не участвовал  | Не участвовал  | Не участвовал  | Не участвовал  | Не участвовал  | Не участвовал  | Не участвовал  | Не участвовал  |
| 2014/15                                                                                  | Юта           | 49               | 48               | 27,1             | 49,1             | 31,7             | 78,8             | 7,8              | 0,5              | 0,5              | 0,3              | 13,8             | Не участвовал  | Не участвовал  | Не участвовал  | Не участвовал  | Не участвовал  | Не участвовал  | Не участвовал  | Не участвовал  | Не участвовал  | Не участвовал  | Не участвовал  |
| 2014/15                                                                                  | Оклахома-Сити | 26               | 26               | 31,1             | 56,6             | 75,0             | 77,6             | 11,0             | 1,1              | 0,5              | 0,5              | 18,7             | Не участвовал  | Не участвовал  | Не участвовал  | Не участвовал  | Не участвовал  | Не участвовал  | Не участвовал  | Не участвовал  | Не участвовал  | Не участвовал  | Не участвовал  |
| 2015/16                                                                                  | Оклахома-Сити | 82               | 1                | 21,0             | 57,6             | 47,6             | 79,7             | 8,1              | 0,4              | 0,3              | 0,4              | 12,7             | 18             | 0              | 18,0           | 55,1           | 14,3           | 84,4           | 6,2            | 0,3            | 0,3            | 0,6            | 9,4            |
| 2016/17                                                                                  | Оклахома-Сити | 72               | 0                | 21,3             | 54,5             | 13,2             | 78,6             | 6,7              | 0,9              | 0,4              | 0,5              | 14,3             | 5              | 0              | 9,1            | 38,5           | 0,0            | 100,0          | 1,8            | 0,2            | 0,0            | 0,8            | 4,8            |
| 2017/18                                                                                  | Нью-Йорк      | 71               | 71               | 25,8             | 59,2             | 0,0              | 84,8             | 11,0             | 1,5              | 0,5              | 0,5              | 14,1             | Не участвовал  | Не участвовал  | Не участвовал  | Не участвовал  | Не участвовал  | Не участвовал  | Не участвовал  | Не участвовал  | Не участвовал  | Не участвовал  | Не участвовал  |
| 2018/19                                                                                  | Нью-Йорк      | 44               | 23               | 25,6             | 53,6             | 31,8             | 81,4             | 10,5             | 1,9              | 0,4              | 0,4              | 14,0             | Не участвовал  | Не участвовал  | Не участвовал  | Не участвовал  | Не участвовал  | Не участвовал  | Не участвовал  | Не участвовал  | Не участвовал  | Не участвовал  | Не участвовал  |
| 2018/19                                                                                  | Портленд      | 23               | 8                | 22,3             | 57,7             | 25,0             | 73,5             | 8,6              | 1,4              | 0,6              | 0,4              | 13,1             | 16             | 14             | 28,8           | 51,4           | 25,0           | 75,6           | 9,7            | 1,2            | 0,7            | 0,6            | 11,4           |
| 2019/20                                                                                  | Бостон        | 58               | 7                | 17,0             | 57,2             | 14,3             | 70,7             | 7,4              | 1,0              | 0,4              | 0,7              | 8,1              | 11             | 0              | 9,3            | 52,4           | 100,0          | 50,0           | 3,9            | 0,6            | 0,0            | 0,0            | 4,5            |
|                                                                                          | Всего         | 641              | 223              | 21,7             | 54,3             | 28,7             | 77,6             | 7,6              | 0,9              | 0,4              | 0,5              | 11,6             | 54             | 14             | 18,1           | 51,4           | 21,1           | 77,2           | 6,2            | 0,6            | 0,3            | 0,5            | 8,1            |
| Наведите курсор мыши на аббревиатуры в заголовке таблицы, чтобы прочесть их расшифровку. |               |                  |                  |                  |                  |                  |                  |                  |                  |                  |                  |                  |                |                |                |                |                |                |                |                |                |                |                |

### Статистика в других лигах
| Сезон                                                                                   | Команда    | Лига     | GP | GS | MPG | FG%  | 3P% | FT%  | RPG | APG | SPG | BPG | PPG |  |
| 2008/09                                                                                 | Фенербахче | Евролига | 4  | 0  | 7,8 | 42,9 | 0,0 | 66,7 | 1,5 | 0,0 | 0,3 | 0,0 | 2,0 |  |
|                                                                                         |            | Всего    | 4  | 0  | 7,8 | 42,9 | 0,0 | 66,7 | 1,5 | 0,0 | 0,3 | 0,0 | 2,0 |  |
| Наведите курсор мыши на аббревиатуры в заголовке таблицы, чтобы прочесть их расшифровку |            |          |    |    |     |      |     |      |     |     |     |     |     |  |